# Godzilla: Final Wars
Godzilla: Final Wars (jap. ゴジラ ファイナルウォーズ, Gojira: Fainaru Wōzu) ist ein japanischer Monsterfilm (Kaijū Eiga) aus dem Jahr 2004 und der 28. Godzilla-Film. Regie führte Ryūhei Kitamura. Der Film wurde zum 50. Jubiläum des ersten Godzilla-Films veröffentlicht und beendet zugleich die Millennium-Staffel.

## Handlung
Geweckt und erschaffen durch Kriege und anhaltende Umweltverschmutzung tauchten immer wieder Riesenmonster auf der Erde auf, die den Fortbestand der Menschheit gefährdeten. Deswegen wurde von mehreren Staaten die Earth Defense Force gegründet. Sie beinhaltet eine Unterorganisation von genetisch mutierten Menschen, die über größere Stärke und Fähigkeiten verfügen; die M-Organisation. Ihr größter Feind ist Godzilla, der von der Earth Defense Force am Südpol besiegt und im Eis eingefroren wurde.
Die Gotengo (轟天号, Gōtengō) unter Lt. Gordon befindet sich Jahre später in einem Kampf mit Manda. Dieser droht das Schiff unter Wasser zu zerquetschen. Gordon befiehlt daher einen aktiven Unterwasservulkan anzusteuern, damit die Hitze Manda vertreibt. Dadurch kann sich die Gotengo zwar befreien, jedoch steigt die Innentemperatur des Schiffes, was die Besatzung in Lebensgefahr bringt. Manda verfolgt das Schiff, auf dem die automatische Zielsuche ausgefallen ist. Dem Bordschützen Ozaki gelingt es, Manda mithilfe seiner Fähigkeiten manuell anzuvisieren und ihn mit einer Gefrierkanone einzufrieren und mit dem Bordbohrer zu töten.
Diese Mission hat aufgrund Gordons bewusster Missachtung sämtlicher Sicherheitsvorschriften personelle Konsequenzen. Er wird unter Arrest gestellt, während Ozaki den Auftrag erhält, die Biologie-Professorin Otonashi zu beschützen. Diese ist Leiterin eines Forschungsteams, welches ein Jahrtausende altes Riesenmonster entdeckte, das sowohl organische als auch mechanische Strukturen erhält. Allerdings bleibt der Ursprung ein Rätsel, bis sich die Cosmos von Mothra zeigen und Otonashi die Geschichte des Monsters erzählen. Das Monster, welches Gigan heißt, suchte vor 12.000 Jahren die Erde heim und kämpfte erfolglos gegen Mothra.
Währenddessen werden die Großstädte der Welt von Riesenmonstern angegriffen. Anguirus verwüstet Shanghai, König Caesar ist in Okinawa, Rodan greift New York City an, in Sydney wütet Zilla, Kamakuras zerstört Paris und Kumonga ist in Arizona. Die Earth Defense Force entsendet sämtliche Schiffe zur Verteidigung. Auch eine Industrieanlage sowie ein Atomkraftwerk in Japan werden von Ebirah bedroht. Ozaki, sein Rivale Kazama und ihr Team nehmen Ebirah in Beschuss und können ihn besiegen. Doch beim finalen Schlag verschwindet die Riesenkrabbe spurlos und auch alle anderen Riesenmonster werden scheinbar ausgelöscht.
Dahinter stecken die UFOs der X-Aliens, die mit dieser Aktion ihren guten Willen gegenüber den Menschen zeigen wollen. Der japanische UN-Generalsekretär Daigo vermittelt zwischen der EDF und den X-Aliens, da diese ihn zuvor vor dem sicheren Tod retteten, als Rodan sein Flugzeug zerstörte. Die X-Aliens wollen die Menschen vor der Bedrohung des Planeten Gorath warnen, der direkten Kurs auf die Erde nimmt und mit ihr kollidieren wird. Mit dem Ratschlag, alle Waffen der Welt an einem Punkt zur Abwehr des Einschlags zu versammeln, verkündet Daigo ein neues Zeitalter und die Umgestaltung der Vereinten Nationen zu den Space Nations.
Die Menschen sind euphorisch über die Ankunft, jedoch hat Otonashi Zweifel an dieser Geste. Diese werden dadurch bestätigt, dass der Planet Gorath anscheinend eine Illusion ist und dass sowohl EDF-Commander Namikawa als auch Daigo in eine Verschwörung verwickelt sind. Mit einer List und der Hilfe von Lt. Gordon schaffen es Otonashi und ihre Schwester, die eine national bekannte Fernsehsprecherin ist, Daigo vor den Augen der Welt als X-Alien zu entlarven. Auch die Kommandantin der Earth Defense Force Namikawa wurde durch ein identisch aussehendes X-Alien ausgetauscht.
Dabei kommen die ursprünglichen Pläne der X-Aliens zutage. Sie planen die Erde zu einem Weideland umzugestalten, damit sie die Menschen zu ihrer Nahrung machen können. Gordon, Ozaki und die M-Organisation stellen sich dem Anführer entgegen, können aber nichts gegen ihn ausrichten. Mit seinen Fähigkeiten gelingt es ihm, die M-Organisation zu manipulieren und sie gegen Ozaki und Gordon zu stellen. Mit Hilfe von Ozakis Vorgesetzten gelingt die Flucht, jedoch ist ihnen der ebenfalls manipulierte Kazama auf den Fersen. Ein Kampf gegen Ozaki entbrennt, den dieser gewinnen kann.
Das Ende der Menschheit scheint besiegelt zu sein, der Anführer der X-Aliens weckt Gigan und befreit alle gefangenen Riesenmonster, die nun unter seiner Kontrolle sind. Sie zerstören nicht nur die Großstädte der Welt, sondern auch alle Schiffe der EDF, bis nur noch die Gotengo übrig bleibt, die bisher zu Reparaturzwecken an einem geheimen Ort versteckt war. Lt. Gordon plant den Gegenangriff. In diesem sieht er vor, Godzilla aus dem Eis des Südpols zu befreien, damit dieser die Riesenmonster besiegt, während er mit der Gotengo-Crew das Mutterschiff angreift.
Auf dem Weg zum Südpol wird das Schiff von Gigan angegriffen und zum Sinken gebracht. Mithilfe von Raketen gelingt es der Gotengo, das Eis zu sprengen und Godzilla zu befreien, der sich sofort in den Kampf mit Gigan stürzt. Gigan ist chancenlos und wird von dem Riesensaurier schnell besiegt. Die Gotengo lockt Godzilla dann Richtung Japan. Auf dem Weg dorthin besiegt Godzilla alle Riesenmonster, die die X-Aliens in den Weg stellen.
Die Gotengo greift derweil das Mutterschiff an, schafft es aber nicht, dessen Schild zu durchdringen. Kazama hat sich daher eigenständig einer kleinen Flugmaschine bemächtigt und dringt in das Mutterschiff ein. Da seine Maschine schwer beschädigt wird, rast er in den Schildgenerator und kann ihn unter Einsatz seines Lebens zerstören, was der Gotengo den Weg frei macht. Jedoch wird die Gotengo kurz vor der Zerstörung des Reaktors gekapert, Gordon, Ozaki, Otonashi und die ranghöheren Offiziere werden gefangen genommen, die unteren Ränge der Crew getötet.
Währenddessen hat Godzilla das zerstörte Tokio erreicht, wo er einen Kometen aus dem All sieht. Godzilla gelingt es nicht, ihn zu zerstören, er überlebt aber den Einschlag unverletzt. Aus dem Kometen entspringt ein neues Monster, welches Godzilla angreift. Beide erhalten unerwartete Verstärkung, Godzilla von Mothra und das Monster X vom wiederhergestellten und verbesserten Gigan.
Auch auf dem Mutterschiff entbrennt ein Kampf. Während die Mannschaft versucht, zur Gotengo durchzubrechen, bekämpft Ozaki den Anführer der X-Aliens. Dieser eröffnet Ozaki, dass beide die Fähigkeiten eines Kaisers haben, eine Fähigkeit, mit der sie allen anderen Lebewesen körperlich und psychisch überlegen sind. Weil Ozaki diese Fähigkeit nicht kontrollieren kann, droht er den Kampf zu verlieren. Auch Godzilla hat Probleme gegen das Monster X und Gigan. Mothra greift ein und kann trotz schwerster Verletzungen Gigan töten.
Der Gotengo-Besatzung gelingt es, die echten Daigo und Namikawa zu befreien. Dabei geraten sie in einen Hinterhalt, bei dem Namikawa verwundet wird. Ozaki kann sich nun auf seine Fähigkeiten als Kaiser zu besinnen und den Anführer der X-Aliens besiegen. Jedoch aktiviert dieser den Selbstzerstörungsmechanismus des Mutterschiffes. Nur mit Mühe gelingt es der Mannschaft und Ozaki, rechtzeitig auf die Gotengo zurückzukehren und außer Reichweite der Explosion zu kommen.
Währenddessen bekämpft Godzilla immer noch das Monster X, welches sich transformiert und als Ghidorah entpuppt. Dadurch entfaltet dieser auch seine ganze Kraft und kann den geschwächten Godzilla an den Rand der Niederlage bringen und ihm die Energie absaugen. Ozaki versorgt Godzilla mit Energie aus dem Schiff, was ausreicht, um den Saurier wiederzubeleben und mit neuer Energie auszustatten. Der Saurier wendet das Blatt und kann Ghidorah töten. Daraufhin greift er die Gotengo an und zerstört sie endgültig. Doch während des finalen Schlags erscheint sein Sohn Minilla und verhindert so einen Angriff Godzillas, der sich ins Meer zurückzieht.

## Hintergrund
In Deutschland wurde der Film erstmals bei den Fantasy-Filmfest-Spielen 2005 in München gezeigt. Er erschien am 28. Juli 2006 auf DVD in zwei verschiedenen Versionen. Am 28. März 2014 erschien der Film auf Blu-ray Disc. Herausgegeben wurde der Film von Splendid Entertainment.
Das Intro des Films besteht aus einer Filmcollage sämtlicher Godzilla-Filme. Aber auch beim Flashback sind sämtliche Ausschnitte aus bekannten Toho-Filmen zu sehen.
Zilla, das Monster, das Sydney angriff, ist dasselbe Monster aus dem Godzilla-Film von Roland Emmerich aus dem Jahr 1998. Während des Kampfes zwischen ihm und Godzilla wurde der Song We’re all to blame der kanadischen Punk-Band Sum 41 gespielt. Auf dem Soundtrack von Keith Emerson, der im Handel erhältlich ist, ist dieser allerdings nicht gelistet.
Don Frye sprach während des ganzen Films kein Wort Japanisch, sondern Englisch. Dennoch gab es während des Films keine Verständnisprobleme.

## Rezeption
Der Film verfügte über ein Budget von 19,5 Millionen US-Dollar. Damit ist er der teuerste Godzilla-Film der Reihe. Er wurde am 29. November 2004 in Hollywood, USA im Rahmen der Verleihung von Godzillas Stern auf dem Hollywood Walk of Fame uraufgeführt. In Japan erschien der Film am 4. Dezember 2004 in den Kinos. Dort wurde er von einer Million Besuchern gesehen. Der Film spielte ca. 9,2 Millionen US-Dollar ein.

Der Film bekam gemischte Kritik, so bewerteten die Kritiker den Film zu 50 Prozent positiv und das Publikum den Film zu 71 Prozent positiv auf der Webseite Rotten Tomatoes.

„Der angeblich letzte Fantasy-Filmspaß um Godzilla. Wie gewohnt werden Miniaturstädte platt gewalzt und schwitzen Komparsen in Gummikostümen. Die naive Freude an der ohne CGI-Effekte inszenierten Zerstörungsorgie wird durch Matrix-Anleihen in der Rahmenhandlung getrübt.“